# Темников, Борис Николаевич
Борис Николаевич Темников — советский хозяйственный, государственный и политический деятель. Участник Великой Отечественной войны. Член КПСС.

## Биография
Родился в 1925 году в Кокчетаве. 
С 1945 года — на хозяйственной, общественной и политической работе. В 1945—2005 гг. — председатель районного комитета физкультуры и спорта, студент КазГУ, инструктор, заведующий отделом ЦК ЛКСМК, первый секретарь Кустанайского обкома ЛКСМК, первый секретарь Джетыгаринского райкома партии, секретарь Кустанайского обкома партии, заведующий отделом пропаганды и агитации Целинного крайкома партии, инструктор отдела пропаганды и агитации ЦК КПСС, советник Посольства СССР в Болгарии, инструктор отдела заграничных кадров ЦК КПСС, советник Посольства СССР в Италии, инструктор отдела заграничных кадров ЦК КПСС, начальник Главного управления по иностранному туризму при СМ РСФСР/РФ, член президиума Центрального правления Общества российско-болгарской дружбы, президент Российско-болгарского фонда.
Чрезвычайный и Полномочный Посланник СССР.
Почётный гражданин Софии.
Умер в Москве после 2010 года.